# Билык, Альфред
Альфред Билык (пол. Alfred Biłyk; 25 сентября 1889, Лемберг, Австро-Венгрия — 19 сентября 1939, Мункач, Венгрия) — польский юрист. Воевода тарнопольский и львовский.

## Биография
Окончил Бережанскую гимназию, где его соучеником был будущий маршал Эдвард Рыдз-Смиглы. Они были друзьями и вместе участвовали в Стрелецком Союзе и воевали в Легионах. Также вместе были курсантами Высшего офицерского курса. Имеет награду Легионов, так называемый «Парасоль». Из армии демобилизовался в звании майора.
Учился юриспруденции в Ягеллонском и Львовском Яна Казимира университетах. Судебную практику проходил в Бжежанах. В 1924 году открыл адвокатскую контору в Лодзи. Был членом Высшего адвокатского совета. Адвокатской практикой занимался до 1936 года.
После смерти Юзефа Пилсудского и усилении влияния на внутреннюю политику страны Эдварда Рыдз-Смиглы, был 15 июля 1936 года назначен Тарнопольским воеводой. 16 апреля 1937 года переведен на аналогичную должность во Львовском воеводстве.
12 сентября 1939 году, когда первые подразделения вермахта появились у окраин Львова, выступил по Львовскому радио с воззванием.
15 сентября 1939 года премьер-министр Фелициан Славой-Складковский отдал Билыку распоряжение о переезде в Куты, где находилось эвакуированное польское правительство. Там он получил распоряжение о срочном выезде в польское консульство в Мункаче, на территории Подкарпатской Руси, незадолго до того занятой Венгрией. После того как Красная Армия перешла польскую границу, правительство пересекло румынскую границу. Билык остался в Венгрии. Дважды он подавал прошения разрешить ему вернуться во Львов, к которому уже подходили подразделения РККА. После того как возвращение стало невозможным, в номере № 5 отеля Csillag в Мункаче, написав открытое письмо-завещание, Билык 19 сентября застрелился.

## Память
В Лодзи именем Альфреда Билыка названо рондо на пересечении улиц Влукняжи и Згерскей.
Сын Альфреда Билыка, Лешек Билык, также был участником Сентябрьской войны.